# Azerbaijan Tower
Azerbaijan Tower (Башня Азербайджан) — планируемый к строительству в Азербайджане мегавысокий небоскрёб, который будет частью проекта «Хазарские острова», реализуемого в 25 км к юго-западу от столицы Азербайджана Баку, на побережье Каспийского моря. Километровая башня должна превысить и по высоте, и по числу этажей самый высокий небоскрёб Бурдж-Халифа в Эмиратах и составить конкуренцию аналогам Kingdom Tower в Саудовской Аравии, Мадинат аль-Харир в Кувейте и др. 
По состоянию на 12 октября 2024 года строительство временно замороженно. 

## Описание
Президент азербайджанской группы компаний «Авеста», занимающийся строительством «Каспийских островов», Ибрагим Ибрагимов заявил, что высота здания, в котором будет 189 этажей, составит 1050 метров.
Изначально планировалось, что высота небоскрёба будет составлять 560 метров, но после проведённых исследований концерн «Avesta» принял решение увеличить высоту здания почти вдвое. На главном острове будет построен общественный аэропорт, а также 150 мостов для облегчения передвижения между искусственными островками. Вокруг Азербайджанской башни появятся места для жизни и работы, торговые центры, театры, музеи, концертные залы и множество других развлекательных заведений. Помимо всего прочего, Азербайджанская башня станет домом для самого большого в мире бульвара, протяженностью 93 мили (150 км). Будет множество пешеходных дорожек, соединяющих новый мегаполис с побережьем. Многочисленные финансисты из разных уголков мира, включая Соединенные Штаты, Турцию, Ближний Восток и Китай, выразили заинтересованность в финансировании Азербайджанской башни и Хазарских островов. Финансисты называют это инициативой “Новой Венеции”. 

## «Хазарские острова»
Башня станет центральной частью проекта «Хазарские острова» (азерб. Xəzər Adaları, «Khazar Island») в 23 км юго-западнее Баку, который будет представлять собой 41 искусственный остров в Каспийском море общей площадью 3000 га.
Согласно проекту там будет создан целый город с населением около миллиона жителей, 150 школ и детских центров, парки, культурные центры, а также гоночная трасса.. В нём будут находиться жилые дома, гостиницы, бизнес-центры, развлекательные и торговые центры, парки, рестораны, ипподром, спортивные площадки. Кроме того, в «Каспийских островах» будет выложен самый длинный в мире бульвар — его длина будет составлять 150 километров.
Все сооружения смогут выдержать землетрясения магнитудой до 9. С побережьем новый город будет соединён множеством мостов.
Сообщается, что американские, турецкие, арабские и китайские инвесторы уже проявили интерес к проекту.
Строительство небоскрёба планировалось начать в 2015 году и завершить к 2018 году, но по состоянию на 2021 год ведутся лишь подготовительные работы
.
Весь комплекс «Хазарских островов» планируется завершить в 2020-х годах.
Правительство Азербайджана планирует сдать в эксплуатацию 10 % города к 2026 году, а через 25 лет проект будет реализован на 100 %. Согласно подсчётам строительство этого проекта обойдётся инвесторам в 125 миллиардов долларов США.